# Galyani Vadhana
Galyani Vadhana, Kromma Luang Naradhiwas Rajanagarindra (tiếng Thái: สมเด็จพระเจ้าพี่นางเธอ เจ้าฟ้ากัลยาณิวัฒนา กรมหลวงนราธิวาสราชนครินทร์; 6 tháng 5 năm 1923 – 2 tháng 1 năm 2008) là một vương nữ Thái Lan và là chị ruột của vua Ananda Mahidol (Rama VIII) và vua Bhumibol Adulyadej (Rama IX). Bà là cháu gái của vua Chulalongkorn (Rama V). Quận Watthana (วัฒนา), một trong 50 quận (khet) của Bangkok, Thái Lan, được đặt theo tên bà.

## Mất
Ngày 2 tháng 1 năm 2008, Văn phòng Hoàng gia Thái Lan thông báo bà qua đời vào lúc 2h54 thứ Tư, ngày 2 tháng 1 năm 2008 tại Bệnh viện Siriraj ở Bangkok, ở độ tuổi 84. Thái Lan đã để tang bà 100 ngày kể từ ngày bà mất. Thủ tướng Thái Lan thông báo rằng tất cả các quan chức chính phủ Thái Lan sẽ mặc áo đen trong 15 ngày còn các thành viên nội các sẽ mặc áo đen trong 100 ngày.